# Guðni Ágústsson
Guðni Ágústsson (ur. 9 kwietnia 1949 w miejscowości Brúnastaðir) – islandzki polityk, parlamentarzysta, minister rolnictwa w latach 1999–2007, przewodniczący Partii Postępu od 2007 do 2008.

## Życiorys
Syn polityka Ágústa Þorvaldssona. Zawodowo związany z branżą mleczarską. Działał w organizacjach i instytucjach rolniczych. Dołączył do Partii Postępu i jej organizacji młodzieżowej. W 1987 po raz pierwszy został wybrany do Althingu. Z powodzeniem ubiegał się o reelekcję w kolejnych wyborach do 2007 włącznie. Od 1995 do 1999 był przewodniczącym parlamentarnej komisji rolnictwa. 28 maja 1999 roku został ministrem rolnictwa w nowym rządzie premiera Davíða Oddssona, uformowanym po wyborach parlamentarnych. Stanowisko zajmował do 24 maja 2007 również w kolejnych rządach premierów Halldóra Ásgrímssona oraz Geira Haardego. W 2001 objął funkcję wiceprzewodniczącego Partii Postępu.
W maju 2007, po porażce Partii Postępu w wyborach parlamentarnych, jej lider Jón Sigurðsson zrezygnował ze stanowiska. W tym samym miesiącu nowym przewodniczącym ugrupowania został Guðni Ágústsson. Zrezygnował z tej funkcji oraz z mandatu parlamentarnego w listopadzie 2008. Pozostał jednocześnie aktywnym działaczem swojej partii. Po odejściu z parlamentu m.in. do 2015 przewodniczył organizacji zrzeszającej producentów mleka.